# 시티신문
시티신문은 현재는 폐간된 대한민국의 무료 일간지이다. 무료 신문으로는 처음으로 발간된 석간으로, 매일 오후 5시경에 서울 지하철역 등에 배포되고 있다. 본사는 서울특별시 종로구 서린동 149 청계일레븐 12,13층에 있다. 구독률 부진 문제로 서울 지하철역 일부에만 배포되다가, 2013년 5월 24일자 1514호를 끝으로 폐간되었다.

## 같이 보기
- 메트로
- 포커스신문
- 에이엠세븐
- 데일리줌
- 노컷뉴스
- 스포츠한국
- Evening
- 데일리경제